# Campeonato Asiático de Atletismo de 2015 - Salto triplo feminino
A prova do salto triplo feminino do Campeonato Asiático de Atletismo de 2015 foi disputada no dia 7 de junho de 2015 no Wuhan Stadium em Wuhan, na China. 

## Recordes
Antes desta competição, os recordes mundiais e do campeonato nesta prova eram os seguintes:
|                       | Nome           | Nacionalidade | Distância | Local      | Data                  |
| --------------------- | -------------- | ------------- | --------- | ---------- | --------------------- |
| Recorde mundial       | Inessa Kravets | Ucrânia       | 15m 50cm  | Gotemburgo | 10 de agosto de 1995  |
| Recorde do campeonato | Olga Rypakova  | Cazaquistão   | 14m 69cm  | Amã        | 28 de julho de 2007   |
| Recorde asiático      | Olga Rypakova  | Cazaquistão   | 15m 25cm  | Split      | 4 de setembro de 2010 |

## Medalhistas
| Ouro             | Prata           | Bronze          |
| Wang Wupin (CHN) | Li Yanmei (CHN) | Wang Rong (CHN) |

## Cronograma
Todos os horários são locais (UTC+8)
| Data       | Hora  | Evento |
| ---------- | ----- | ------ |
| 7 de junho | 14:30 | Final  |

## Final
A final da prova ocorreu dia 7 de junho às 14:30. 
| Posição           | Atleta                | Nacionalidade | #1    | #2    | #3    | #4    | #5    | #6    | Resultados | Notas |
| ----------------- | --------------------- | ------------- | ----- | ----- | ----- | ----- | ----- | ----- | ---------- | ----- |
| Medalha de ouro   | Wang Wupin            | China         | 13.27 | 13.38 | 13.23 | 13.76 | x     | 13.44 | 13.76      |       |
| Medalha de prata  | Li Yanmei             | China         | 13.57 | x     | x     | 13.45 | x     | 13.45 | 13.57      |       |
| Medalha de bronze | Wang Rong             | China         | 13.44 | 13.25 | 13.17 | 13.43 | 13.34 | 13.40 | 13.44      |       |
| 4                 | Aleksandra Kotlyarova | Uzbequistão   | x     | 13.00 | 13.40 | x     | 13.16 | x     | 13.40      |       |
| 5                 | Irina Ektova          | Cazaquistão   | x     | 12.08 | x     | 13.20 | x     | 13.27 | 13.27      |       |
| 6                 | Bae Chan-mi           | Coreia do Sul | x     | 12.37 | x     | 12.76 | x     | x     | 12.76      |       |
| 7                 | Vidusha Lakshani      | Sri Lanka     | x     | 12.69 | 12.12 | x     | x     | x     | 12.69      |       |
| 8                 | Nadia Mohd Zuki       | Malásia       | 12.59 | x     | x     | x     | x     | x     | 12.59      |       |
| 9                 | Anastasiya Juravleva  | Uzbequistão   |       |       |       |       |       |       | DNS        |       |

Legenda
| Recorde mundial       | Recorde mundial (World record)               |                       | Recorde africano                      | Recorde africano (African) |                                           | Q | Classificado por posição (Qualified) |
| Recorde do campeonato | Recorde do campeonato (Championship record)  | Recorde da América    | Recorde da América (Americas)         | q                          | Classificado por melhor tempo (Qualified) |   |                                      |
| Melhor marca do ano   | Melhor marca do ano (World leading)          | Recorde asiático      | Recorde asiático (Asian)              | DNS                        | Não largou (Did not start)                |   |                                      |
| Recorde nacional      | Recorde nacional (National record)           | Recorde europeu       | Recorde europeu (European)            | DNF                        | Não terminou (Did not finish)             |   |                                      |
| Recorde pessoal       | Recorde pessoal do atleta (Personal best)    | Recorde da Oceania    | Recorde da Oceania (Oceania)          | DSQ / DQ                   | Desclassificado (Disqualified)            |   |                                      |
| Recorde da temporada  | Recorde da temporada do atleta (Season best) | Recorde sul-americano | Recorde sul-americano (South America) | NM                         | Sem marca (No mark)                       |   |                                      |